# Arieh Warshel

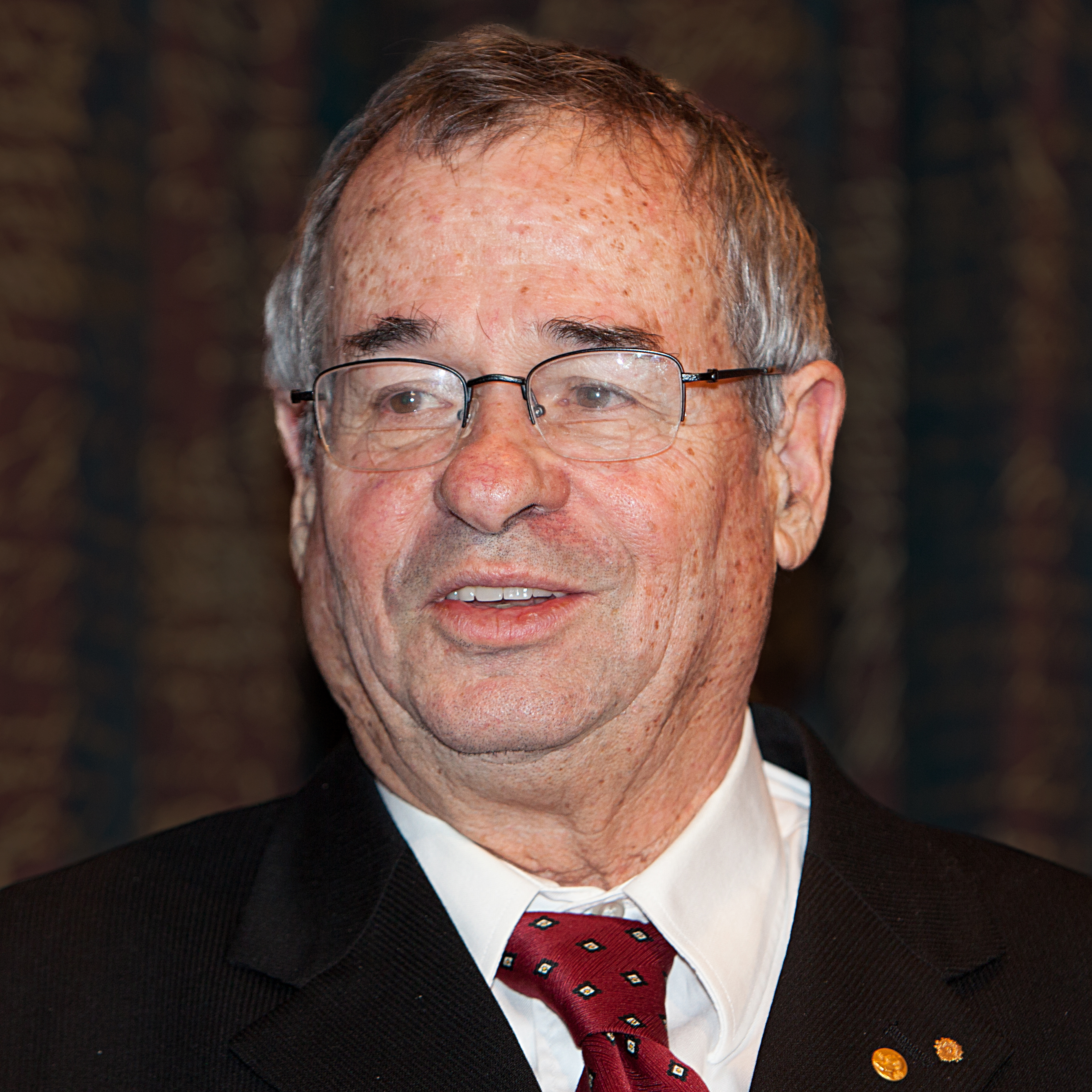
Nobelpristagaren Arieh Warshel i Stockholm, december 2013.

Arieh Warshel, född 20 november 1940 på kibbutzen Sde Nahum i det Brittiska Palestinamandatet, är en israelisk-amerikansk professor i kemi och biokemi vid University of Southern California. Han blev fil.dr 1969 vid Weizmann Institute of Science i Rehovot, Israel. Tillsammans med Michael Levitt och Martin Karplus tilldelades han 2013 års Nobelpris i kemi "för utvecklandet av flerskalemodeller för komplexa kemiska system".
År 2014 promoverades han till hedersdoktor vid fakulteten för naturvetenskap och teknik vid Uppsala universitet.

## Galleri

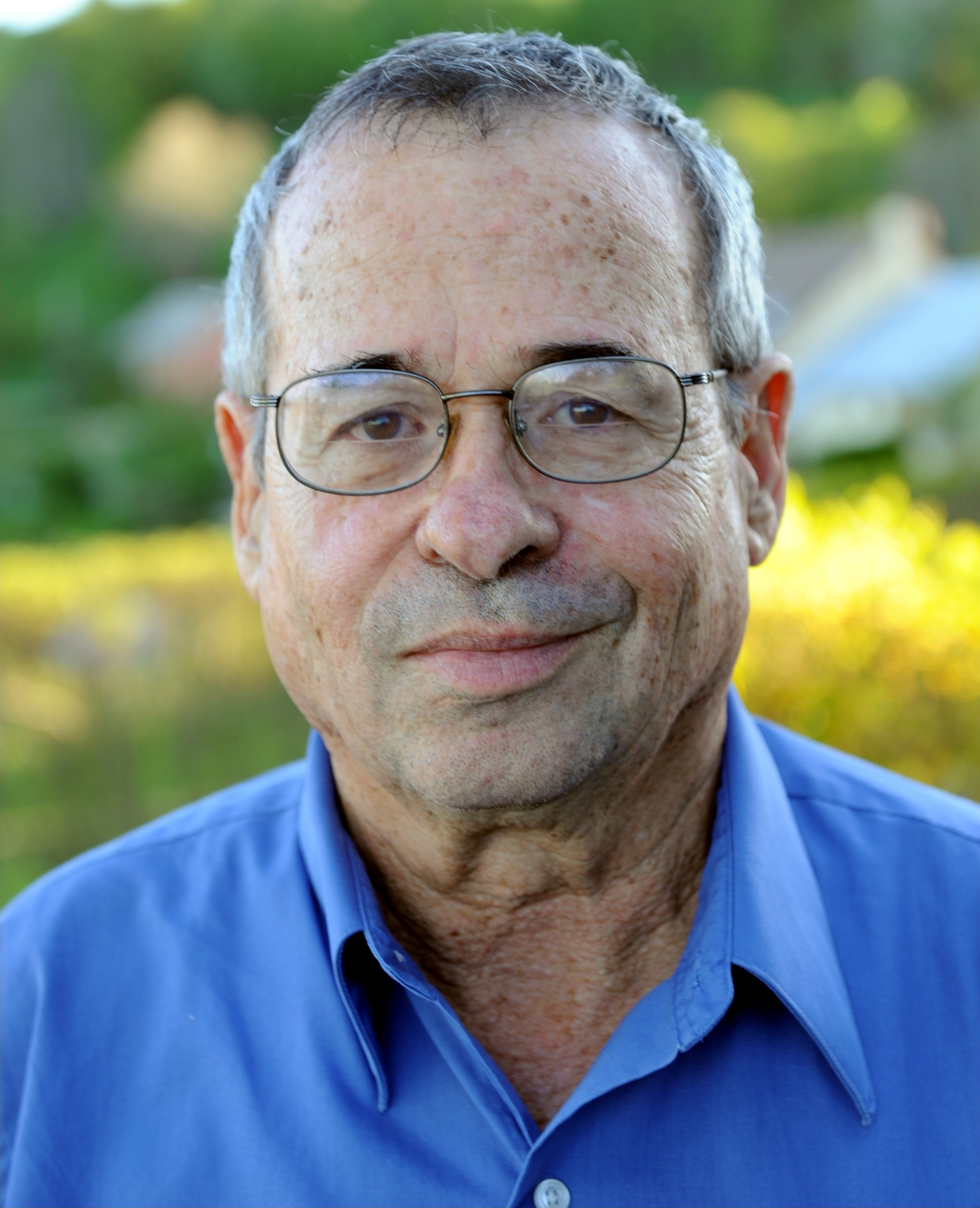
Arieh Warshel, 2009.
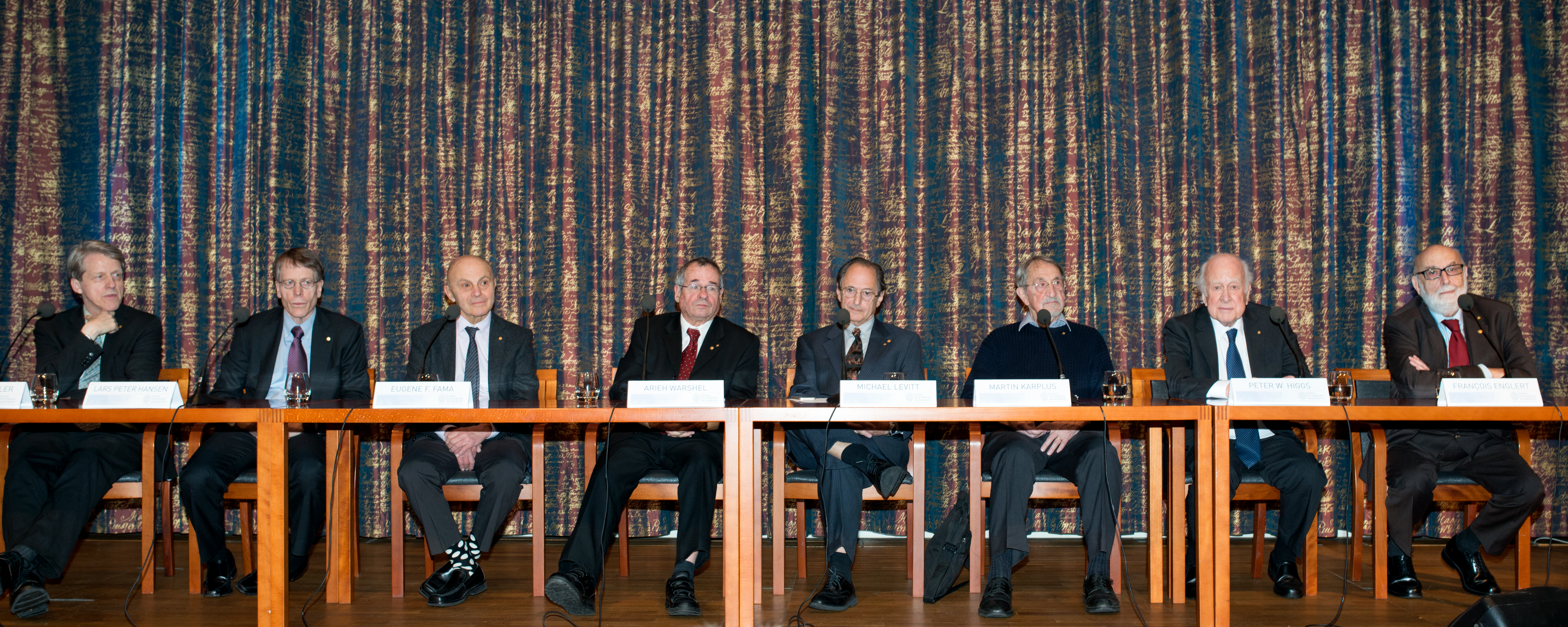
2013 Nobelpristagare under presskonferens i Stockholm, december 2013.